# Väckalampa
Väckalampa är en sjö i Lindesbergs kommun i Västmanland och ingår i Norrströms huvudavrinningsområde. Sjön är 12,3 meter djup, har en yta på 0,019 kvadratkilometer och befinner sig 277 meter över havet.